# Freecode
Freecode は、コンピュータユーザーが各種ソフトウェアの最新版や更新版を探すためのウェブサイトであり、同時にソフトウェアに関するレビューや記事を掲載し、作者とのメッセージのやり取りなど様々な機能を備えている。扱っているソフトウェアの大部分はオープンソースのUnix系システム向けだが、プロプライエタリソフトウェアも含めた他の様々なオペレーティングシステム向けのソフトウェアも扱っている。
Geeknetが運営している。
2011年10月以前の名称はFreshmeatだったが、広告販売の際にFreshmeatではサービス内容が伝わりづらいためFreecodeに名称変更された。

## 概要
プログラマがプロジェクトを登録し、更新についてこのサイト上で告知する。ユーザーはソフトウェアを探しダウンロードする。そして、時には評価やコメントを加えたりする。用途、ライセンス、開発状況、環境、想定しているユーザー、使い方、対応OS、プログラミング言語、表示などで使っている言語などでソフトウェアを分類している。NNTPサーバが用意されていて、ネットニュースのようにアクセスでき、上述の分類を複雑に組み合わせたクエリを登録できる。すると、そのクエリにマッチする新しいソフトや更新版が登録されると、ユーザーに告知の電子メールが送られる。
さらに、Freecode はUnix系ソフトウェアに関するニュースティッカーも配信しており、IRCチャネルもある。
Freecode のソフトウェアリリースに関するデータベースは、まるごと無料でダウンロードできる。